# Chris Hughton
Christopher „Chris” William Gerard Hughton (ur. 11 grudnia 1958 w Stratford (Londyn)) – irlandzki piłkarz grający na pozycji prawego obrońcy.

## Kariera klubowa
Hughton urodził się pod Londynem. Karierę piłkarską rozpoczął w Tottenhamie Hotspur. W 1979 roku podpisał profesjonalny kontrakt z tym klubem, a 1 września tamtego roku zadebiutował w Division One w wygranym 2:1 domowym spotkaniu z Manchesterem City. Od początku sezonu 1979/1980 był podstawowym zawodnikiem Tottenhamu. W 1981 roku wystąpił w finałowym dwumeczu Pucharu Anglii z Manchesterem City (1:1, 3:2) i zdobył wówczas swoje pierwsze trofeum w karierze. W 1982 roku ponownie wygrał Puchar Anglii (1:1 i 1:0 z Queens Park Rangers). Z kolei w 1984 roku zagrał w obu finałowych spotkaniach Pucharu UEFA z Anderlechtem. W obu tamtych meczach padł wynik 1:1, a Tottenham wygrał po serii rzutów karnych. Od sezonu 1986/1987 Hughton rzadziej występował w pierwszym składzie Tottenhamu i w 1990 roku odszedł z tego klubu. Łącznie w „The Spurs” rozegrał 297 meczów, w których zdobył 12 goli.
Kolejnym klubem w karierze Hughtona był londyński West Ham United. Swój debiut w nim zanotował 3 listopada 1990 w meczu z Notts County (1:0). W 1991 roku awansował z West Ham do Division One, a w 1992 roku odszedł do Brentford F.C. W 1993 roku pomógł mu w promocji z Division Three do Division Two.
| Sezon   | Klub              | Kraj   | Rozgrywki      | Mecze | Bramki |
| ------- | ----------------- | ------ | -------------- | ----- | ------ |
| 1979/80 | Tottenham Hotspur | Anglia | Division One   | 39    | 1      |
| 1980/81 | Tottenham Hotspur | Anglia | Division One   | 34    | 1      |
| 1981/82 | Tottenham Hotspur | Anglia | Division One   | 37    | 2      |
| 1982/83 | Tottenham Hotspur | Anglia | Division One   | 38    | 3      |
| 1983/84 | Tottenham Hotspur | Anglia | Division One   | 34    | 3      |
| 1984/85 | Tottenham Hotspur | Anglia | Division One   | 31    | 1      |
| 1985/86 | Tottenham Hotspur | Anglia | Division One   | 33    | 1      |
| 1986/87 | Tottenham Hotspur | Anglia | Division One   | 9     | 0      |
| 1987/88 | Tottenham Hotspur | Anglia | Division One   | 13    | 0      |
| 1988/89 | Tottenham Hotspur | Anglia | Division One   | 21    | 0      |
| 1989/90 | Tottenham Hotspur | Anglia | Division One   | 8     | 0      |
| 1990/91 | West Ham United   | Anglia | Division Two   | 32    | 0      |
| 1991/92 | West Ham United   | Anglia | Division One   | 1     | 0      |
| 1991/92 | Brentford F.C.    | Anglia | Division Three | 12    | 0      |
| 1992/93 | Brentford F.C.    | Anglia | Division Two   | 20    | 0      |

## Kariera reprezentacyjna
Pomimo że Hughton urodził się w Anglii, to reprezentował barwy Irlandii. W reprezentacji zadebiutował 29 października 1979 roku w wygranym 3:2 towarzyskim spotkaniu ze Stanami Zjednoczonymi. Stał się tym samym pierwszym w historii czarnoskórym zawodnikiem grającym w reprezentacji Irlandii. W 1988 roku został powołany przez selekcjonera Jacka Charltona do kadry na Euro 88. Tam wystąpił w trzech meczach swojej drużyny: z Anglią (1:0), ze Związkiem Radzieckim (1:1) oraz z Holandią (0:1). W 1990 roku był w składzie Irlandii na Mistrzostwach Świata we Włoszech, jednak nie wystąpił tam w żadnym spotkaniu. Od 1979 do 1991 roku rozegrał w kadrze narodowej 53 mecze.

## Kariera trenerska
Od czerwca 1993 do października 2007 Hughton pracował jako trener w Tottenhamie Hotspur. Prowadził zespół młodzieżowy, a od 1999 roku drużynę rezerw. Współpracował z takimi menedżerami jak: Ray Clemence, Doug Livermore, Osvaldo Ardiles, Gerry Francis, Christian Gross, George Graham, Glenn Hoddle, David Pleat, Jacques Santini i Martin Jol. W 2008 roku tymczasowo prowadził Newcastle United, a następnie został zastąpiony przez Joe Kinneara. W 2009 roku krótko pomagał w prowadzeniu zespołu Colinowi Calderwoodowi, a latem ponownie dostał szansę prowadzenia Newcastle. W grudniu został zwolniony z Newcastle, a jego miejsce zajął Alan Pardew. W czerwcu 2011 roku objął posadę menadżera Birmingham City.
7 czerwca 2012 roku został trenerem Norwich City. 6 kwietnia 2014 roku został zwolniony, a jego następcą został Neil Adams. 31 grudnia 2014 roku objął posadę menadżera w klubie Brighton & Hove Albion, z którym w sezonie 2016/2017 wywalczył awans do Premier League. W kolejnym sezonie Brighton pod jego wodzą utrzymało się w najwyższej klasie rozgrywkowej zajmując 15. lokatę.